# あらゆる形態の人種差別の撤廃に関する国際条約
あらゆる形態の人種差別の撤廃に関する国際条約（あらゆるけいたいのじんしゅさべつのてっぱいにかんするこくさいじょうやく、英語: International Convention on the Elimination of All Forms of Racial Discrimination、ICERD）は、人種の違いを理由にする差別を撤廃することを定める多国間条約である。略称は人種差別撤廃条約。

## 概要
条約の前文では、植民地主義・およびそれに派生する人種隔離や差別を非難し、1960年12月14日の「植民地及びその人民に対する独立の付与に関する宣言（国際連合総会決議第1514号（第15回会期））」、1963年11月20日の「あらゆる形態の人種差別の撤廃に関する宣言（国際連合総会決議第1904号（第18回会期））」に加えて国際労働条約最重要8条約の1つである雇用及び職業についての差別待遇に関する条約（第111号）及び教育における差別を禁止する条約を引用した上で、特にアパルトヘイト、人種隔離 (segregation)、人種分離 (separation) を批判し、「あらゆる形態の人種差別の撤廃に関する国際連合宣言」にいう差別のない状態の実現のため、本条約に合意したとしている。
1959年から60年にかけてのネオナチの行動に対して国連人権委員会の小委員会が決議を採択したことを受け、国連総会は1963年に人種差別撤廃宣言を採択し、1965年12月21日に本条約を採択した。2021年12月21日現在、当事国数は182か国、調印国数は88か国。日本は1995年に加入した。

## 内容

### 第1条
当条約第1条の1には人種差別の定義について語られている。
と定義している。
また、第1条の2には
と書かれてあり、国籍の有無による区別は人種差別ではないとしている。ただし参政権などのように「公権力の行使又は国家の意思の形成に影響を与えるから」などの合理的な根拠がある場合に限られるとしている。

### 第4条
当条約第4条は
と規定し、あらゆる人種差別の唱道を犯罪として禁止している。日本、アメリカ合衆国、スイスが留保を付しており、イギリス、フランス等が解釈宣言を行っている。なお、ヘイトスピーチの定義の一部として引用されることがある。
日本国は第4条の規定の適応に当たり、『同条に「世界人権宣言に具現された原則、及び次条に明示的に定める権利に十分な考慮を払って」と規定してあることに留意し、日本国憲法の下における「集会、結社及び表現の自由その他の権利」の保障と抵触しない限度において、これらの規定による義務を履行する。』という留保を宣言している。

### 第14条
当条約第14条には、
と記されている。日本は宣言していないものの、世界各国のなかでも宣言国と不宣言国がいくつか存在する。
第14条（要点）
- 締約国は、当該締約国の管轄下の個人又は集団からの通報を、人種差別の撤廃に関する国際委員会（国連人種差別撤廃委員会）が受理し検討する権限を有することを認め、宣言することができる。
- 委員会は、提案及び勧告をする場合、関係締約国及び請願者にこれを送付する。
- 委員会は不宣言国についての通報を受理してはならない。

### 第22条
この条約の解釈或いは適応に関する2以上の締約国の紛争であって、交渉またはこの条約に明示的に定められている手続によって解決されないものは、紛争当事国方の解決方法について合意しない限り、いずれかの紛争当事国の要請により、決定のため国際司法裁判所に付託される。

## 構成
- 第1部 - 人種差別の定義および締約国の義務
- 第2部 - 人種差別撤廃委員会の設置、報告および個人通報等
- 第3部 - 最終条項